# Kolejówka (dywersja)

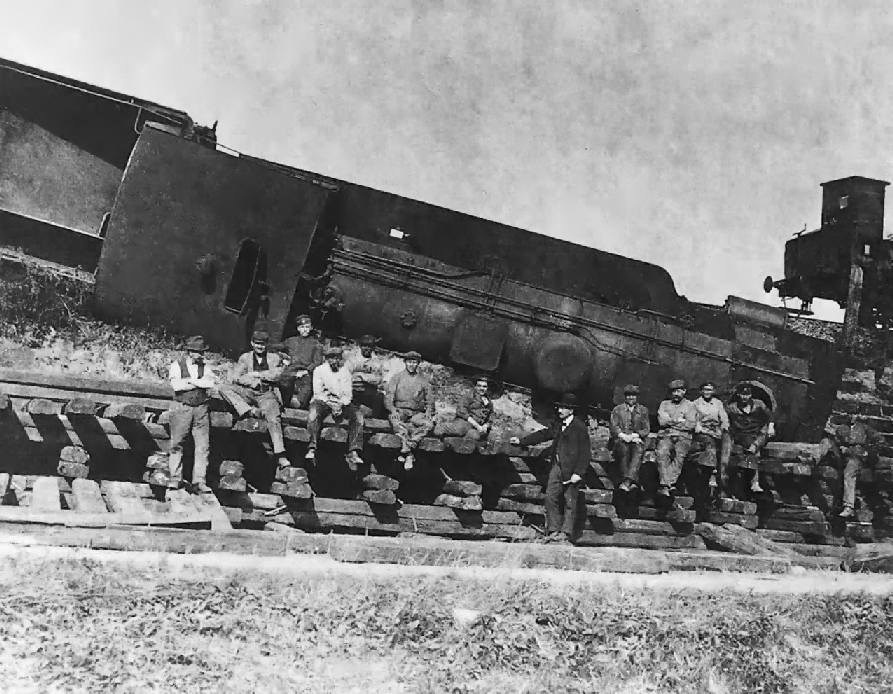
Pociąg wykolejony przez powstańców śląskich pod Kędzierzynem (1921)

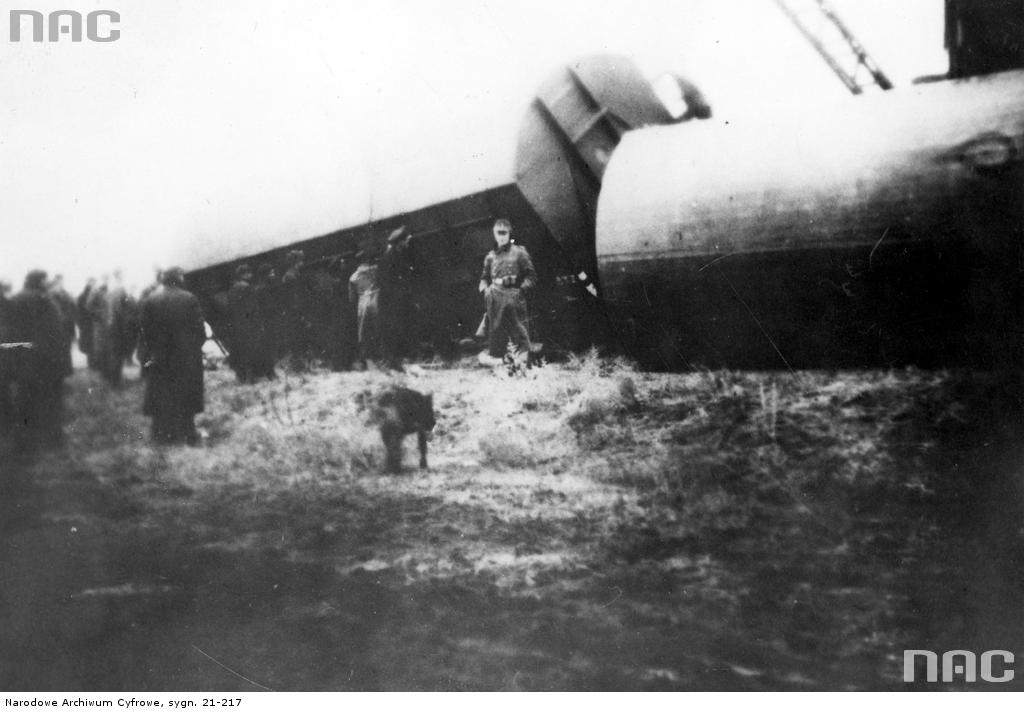
Niemiecki pociąg wykolejony podczas II wojny światowej przez polski ruch oporu (1944)

Kolejówka – dywersyjna akcja partyzancka polegająca na wysadzaniu szyn i wiaduktów, rozkręcaniu torów, wykolejaniu pociągów, niszczeniu lokomotyw i wagonów oraz infrastruktury kolejowej.
Kolejówka była szeroko stosowana podczas II wojny światowej przez ruch oporu w państwach okupowanych przez Niemcy. Najbardziej znane kolejówki to bitwa o szyny i akcja Wieniec.  